# جوليان تشافيز
جوليان تشافيز (بالإنجليزية: Julian Chavez)‏ هو لاعب كرة قدم أمريكي في مركز الهجوم، ولد في 31 مايو 2002 في ساكرامنتو في الولايات المتحدة. لعب مع نادي ساكارامينتو ريببلك.